# 39 Batalion Łączności

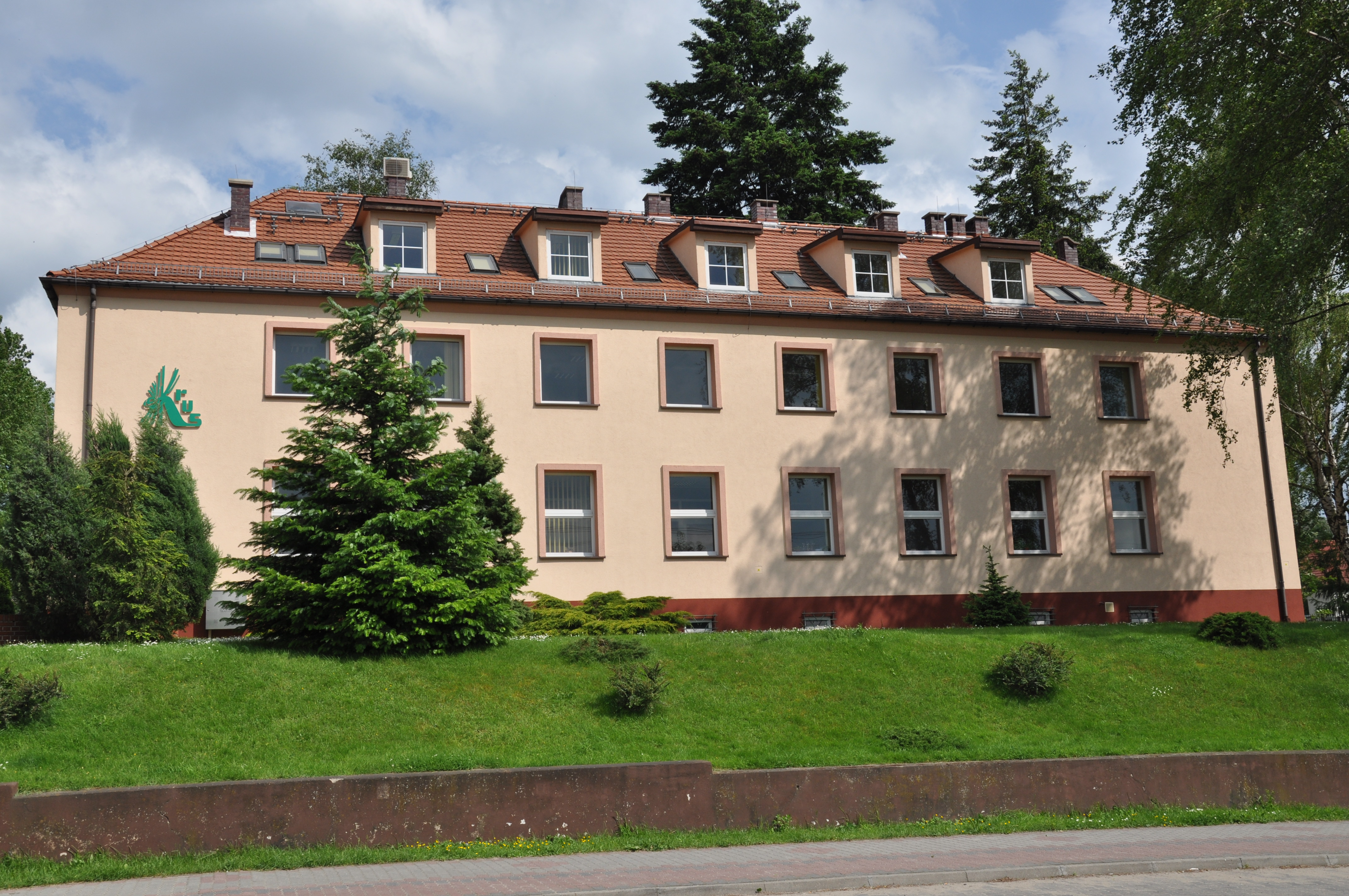
W tych koszarach w Sulęcinie stacjonował batalion

39 Batalion Łączności (39 bł) – pododdział łączności ludowego Wojska Polskiego.
Batalion sformowany został w 1949 na bazie 25 kompanii łączności, w garnizonie Międzyrzecz, w składzie 5 Saskiej Dywizji Piechoty według etatu 2/89. Jesienią 1950 39 Batalion Łączności z Międzyrzecza przedyslokowano razem ze sztabem dywizji do Sulęcina do kompleksu koszarowego przy ul. Narutowicza. Rozformowany razem z dywizją.

## Struktura organizacyjna
- dowództwo
- kompania dowodzenia (pluton telefoniczno-telegraficzny, pluton radiowy i drużyna ruchomych środków łączności)
- kompania telefoniczno-kablowa (dwa plutony)
- kompania szkolna
- warsztaty i magazyn techniczny

Stan osobowy liczył 230 żołnierzy. Kompania miała być wyposażona w 11 radiostacji, 5 odbiorników i 4 aparaty telegraficzne (etat 2/89).

## Dowódcy batalionu
- kpt. Stanisław Krajewski (był w 1956)[3]